# Реторт-пакет

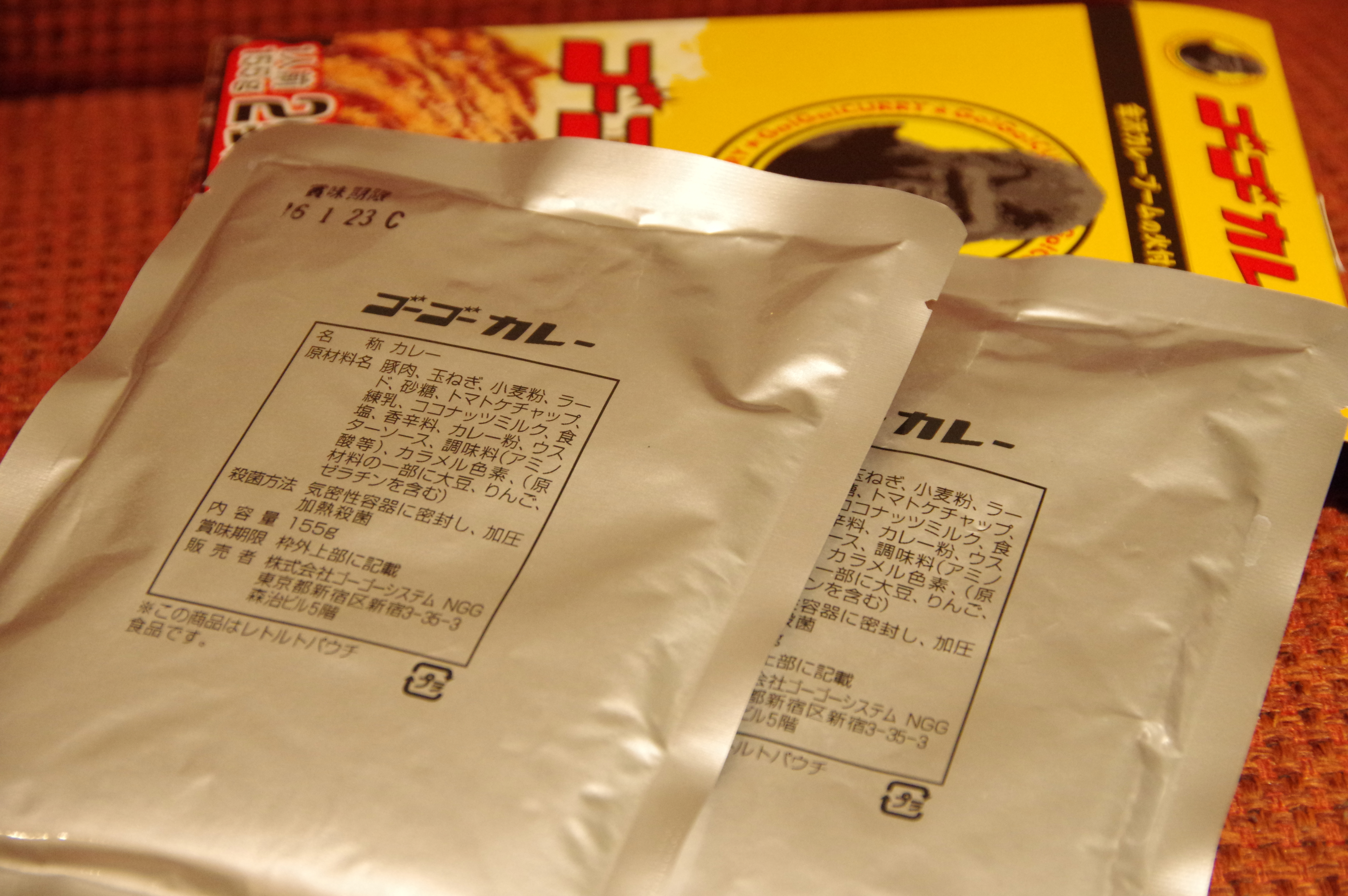
Реторт-пакеты

Реторт-пакет — это пищевая упаковка, используемая как альтернатива консервным банкам при изготовлении консервов. Реторт-пакет состоит из нескольких ламинированных слоёв, способных выдержать высокие температуры при стерилизации в автоклаве. Наиболее распространённый вид реторт-пакета состоит из следующих ламинированных слоев: полиэтилентерефталат / алюминиевая фольга /нейлон/ полипропиленовая плёнка. Однако из-за слоя алюминиевой фольги в данной структуре пакет невозможно разогревать в микроволновой печи. Альтернативные структуры реторт ламинатов:
- Полиэтилентерефталат, покрытый тонким слоем оксида алюминия / нейлон / полипропиленовая плёнка
- Полиэтилентерефталат/ нейлон, покрытый оксидом кремния / полипропиленовая плёнка [1]

Каждый слой реторт-пакета имеет своё назначение:
- Полиэтилентерефталат — глянцевая или матовая плёнка, стойкая к истиранию, на внутреннюю сторону которой наносится печать.
- Нейлон защищает упаковку от микропроколов, возникающих от многократных перегибов морщин или складок. При производстве кормов для животных из-за малых размеров упаковки этот слой, как правило, не применяется, однако в случае производства продуктов питания длительного хранения (1 год и более) для людей барьерный слой нейлона убирать не рекомендуется, это приводит к резкому увеличению риска потери барьерных свойств упаковки.
- Алюминиевая фольга служит барьерным слоем и не пропускает свет и газы.
- Полипропиленовая плёнка является термосвариваемым, прочностным, а также защитным слоем от миграции полимеров в продукт.

Популярность продуктов питания в реторт-пакетах на рынке СНГ набирает обороты, и в этот переломный момент производители реторт-пакетов стремятся усовершенствовать структуру реторт-ламинатов для достижения  максимальной прочности и стойкости к проколу. 
В 2013 году компания Firstline совместно с европейским партнёром разработала особую рецептуру полипропиленовой реторт-плёнки PPi. В структуре реторт-полотна плёнка PPi заменяет слой стандартного полипропилена.

## История
Реторт-пакет был разработан двумя американскими компаниями по заказу американской армии. За создание реторт-пакета в 1978 году была вручена награда за вклад в развитие пищевой промышленности (The Food Technology Industrial Achievement Award). В американской армии реторт-пакет до сих пор применяется для упаковки сухого пайка.
Реторт-пакеты применяются для упаковки питания астронавтов.